# Ca l'Artiller
Ca l'Artiller és una masia situada al municipi de Navès, a la comarca catalana del Solsonès.